# ベネルクス

ベネルクス
Benelux

ベネルクス（Benelux）とは、ベルギー、オランダ（ネーデルラント）、ルクセンブルクの3か国の集合を指し示す名称である。このためベネルクス3国（ベネルクスさんごく）などと呼ばれる場合もある。
この3か国は、いずれも立憲君主制を採用している。周辺の国に比べて国土が狭いという特徴を有し、3か国全てを合わせても、国土面積は隣国ドイツの1/5、フランスの1/9程度に過ぎないが、人口密度は非常に高い。
この3か国は大国に対抗するために、古くから緊密な政治的、経済的な協力関係を構築している。
第二次世界大戦直前にはナチス・ドイツへの脅威から中立を宣言していたが、1940年5月10日未明、ドイツは3か国同時に侵攻を開始。占領を許したこともあった。戦後は欧州連合（EU）が、まだ欧州共同体（EC）であった時代から加盟し、西側諸国の一員となった。ブリュッセルやルクセンブルク市はEUの政治的な中心都市となった。

## 名称
ベネルクス（Benelux）という名称は、それぞれの国名の初めの方の文字から成る頭字語である。
- België/Belgique - ベルヒエ/ベルジク（ベルギー）
- Nederland - ネーデルラント（オランダ）
- Luxembourg - ルクセンブルク

## 公用語と分布

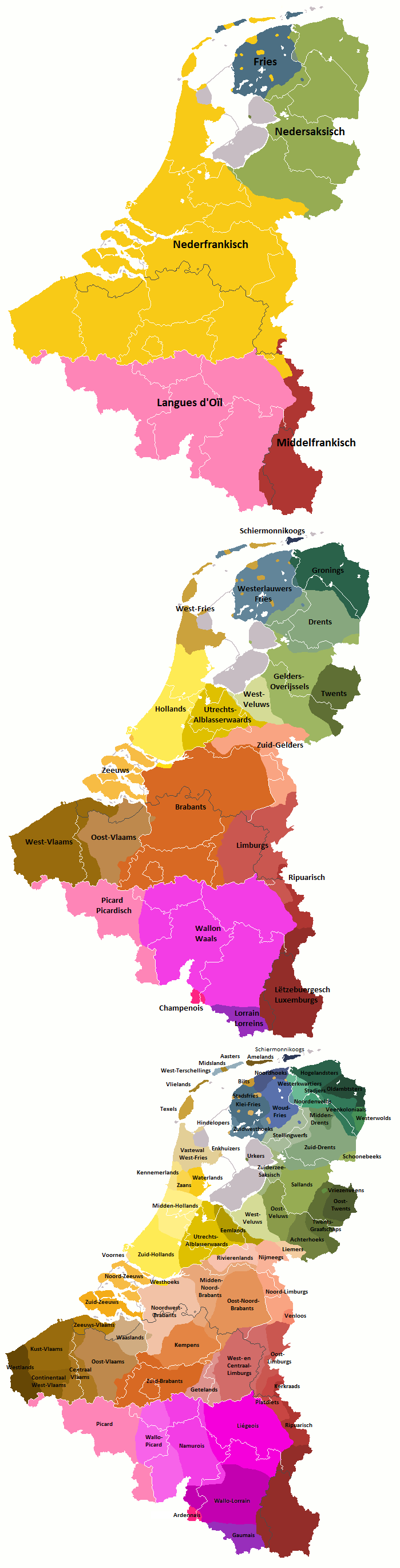
ベネルクスの言語地図。下の図ほど、細かな区分を表している。一番上の図では、群青色がフリジア語、黄緑色が低ザクセン語、黄色が低地フランク語、桃色がオイル語、茶色が中部ドイツ語である。

オランダ語とフランス語が、ベネルクスとその機構における公用語とされている。ベネルクスには約2720万人の住民が住んでいる。そのうち、オランダ語およびフランス語の話者人口の内訳は、以下の通りである。
- 約2250万人（83パーセント）が、オランダ語話者である。その内、1650万人がオランダ国民、600万人がベルギーのフランデレン地域住民である。
- 約390万人（14パーセント）が、フランス語話者である。その内、340万人がベルギーのワロン地域住民、50万人がルクセンブルク国民である。ただし、ルクセンブルクはドイツ語とルクセンブルク語も公用語であり、フランス語は主に書記言語として使用される。
- ベルギーのブリュッセル首都圏地域の住民約100万人（3パーセント）は、オランダ語とフランス語の2言語話者とされている。これは、ベルギーのブリュッセル首都圏地域が2言語併用地域に指定されているためである。ただし、オランダ語が公用語に指定されているフランデレン地域でも、教育レベルの高い住民のほとんどはフランス語を習得している。

なお、以上で示したのは公用語とその使用人口であり、母語としてはフラマン語など、オランダ語やフランス語以外にも数多くの地域言語が話されている。

## 起源
元来、3か国は歴史的に常に密接な関わりを持っていた。
3か国の領域は、かつて「標高の低い土地」といった意味で「ネーデルラント」と呼ばれていた。歴史的には中世末期にいずれもブルゴーニュ公国による支配を受け、近世初頭には共にハプスブルク家領に入っていた。1814年から1830年の間にはウィーン会議の取り決めにより、現在の3国はネーデルラント連合王国として統合した。現在のベネルクスの分立が定まったのは、ルクセンブルク大公国がオランダ王国との同君連合を廃止した1890年である。
現在の3か国の緊密な関係は、1921年にベルギー・ルクセンブルク経済同盟（英語: Belgium–Luxembourg Economic Union）が締結された後、1944年に調印し、1948年に発効したベネルクス関税同盟で本格化した。1960年には関税に加え、労働力と資本を自由化したベネルクス経済連合が発足し、欧州共同体の起源となった。